# 2013년 미스 아시아 퍼시픽 월드
미스 아시아 퍼시픽 월드는 대한민국에 본부를 두고 있는 세계 슈퍼 탤런트 선발 대회이다. 동아시아는 물론 전 세계에서 영화배우, 가수 등으로 활동할 슈퍼테이너를 선발한 2013년 대회는 전 세계 44여 개국에서 참가한 미녀들 중 미스 인도 스리쉬티라나가 우승의 영광을 차지했고, 2위는 미스 이집트 미리암 조지, 3위는 미스 카자흐스탄 에브제니아 클리쉬나가 차지했다.
2013년 미스 아시아 퍼시픽 월드 대회는 본격적인 글로벌 확장을 개시하였다. '21세기 위대한 아시안 인텔리전트 리더'라는 슬로건 하에, 80여 계열사를 가진 아시아 태평양 최대 미디어 그룹이자, 세계에서 가장 많은 데일리 영자신문을 발행하고 매년 인도 국제영화제 개최를 개최하는 THE TIMES GROUP과 국제 미디어 주관사 및 대회 입상자 발리우드 영화 매니지먼트 계약을 하였다.
또한, 아시아 태평양 최대 모바일/뉴미디어사로 NOKIA 아시아 태평양, MSN 뉴미디어 파트너로 164국가에 온라인 회원을 보유하고 모바일 페이먼트 솔루션 ‘YUUPAY', 'IGAMES’ 등을 자회사로 보유하고 있는 ‘YUUZOO’와 소셜엔터테인먼트 개발 및 분배 계약을 하였으며, 아시아 최대 패션뷰티채널 방송사로 120여 국가 분배 네트워크를 보유하고 있는 'FASHION ONE'과 전략적 파트너쉽을 체결하였다.
2013년 대회에서 1위를 차지한 스리쉬티 라나는 인도 최대 온라인 비즈니스 플랫폼으로 잘 알려진 유스키아와즈(Youth Ki Awaaz)가 공개한 '2013년 12억 인도 국민의 자부심을 갖게 한 8대 순간'에 선정되어, 전 세계적으로 이 대회의 위상과 명성을 보여주기도 했다.
2013년 대회에서 2위를 차지한 이집트의 미리암 조지는 1954년 이집트 출신 '안티곤 코스탄다'의 미스 월드 1위 이래 59년 만에 세계 그랜드 슬램 대회에서 2위의 쾌거를 이루었다.

## 최종 결과

### 순위
| 순위                                     | 참가자 |
| ---------------------------------------- | --- |
| 2013 미스 아시아 퍼시픽 월드 슈퍼 탤런트 | - 인도 – 스리쉬티 라나 |
| 탑 7 결선 진출자                         | - 이집트 – 미리암 조지 - 카자흐스탄 – 에브제니아 클리쉬나 - 러시아 – 에카테리나 그루샤니나 - 스웨덴 – 모아 매디켄 오베그 - 몽골 – 바툴가 빌구자야 - 호주 – 로토야 아샤                                                             |
| 탑 15 준 결선 진출자                     | - 중앙아프리카공화국 – 마누엘라 로시 - 라트비아 – 시모나 쿠바소바 - 모잠비크 – 카르멘 밀톤 - 네팔 – 마닐라 조쉬 - 필리핀 – 크자리나 로살레 - 트리니다드 토바고 – 그리어 일톤 - 우크라이나 – 자르호로드니아 알라 - 베트남 – 딤 투엔 |

## 참가자 명단
- 총 44명이 참가하였다.

| 국가               | 이름                  | 나이 | 키(cm) | 출신지         |
| ------------------ | --------------------- | ---- | ------ | -------------- |
| 필리핀             | 자리나 로살레스       | 25   | 1.76   | 마닐라         |
| 우크라이나         | 자브호로드니아 알라   | 23   | 1.69   | 키에프         |
| 에스토니아         | 이리나 고르로바       | 25   | 1.74   | 탈린           |
| 슬로베니아         | 마사 데노닉           | 20   | 1.74   | 상하이         |
| 스웨덴             | 모아 메디켄 오베르그  | 18   | 1.74   | 스톡홀름       |
| 미국               | 추카 산티아고         | 24   | 1.78   | 뉴욕           |
| 푸에르토리코       | 키아라 로드리게즈     | 19   | 1.69   | 산후안         |
| 홍콩               | 멩 슈아이             | 21   | 1.70   | 홍콩           |
| 대한민국           | 이지영                | 22   | 1.73   | 대한민국       |
| 마카오             | 장 웨이               | 21   | 1.72   | 마카오         |
| 이집트             | 미리암 조지           | 25   | 1.75   | 카이로         |
| 태국               | 카트레야 더 프레터    | 25   | 1.69   | 안트베르펜     |
| 나이지리아         | 올워니얀 엘리자베스   | 20   | 1.79   | 라고스         |
| 베네수엘라         | 메르세데스 피에루치   | 21   | 1.78   | 산카를로스     |
| 볼리비아           | 파울라 마티네즈       | 23   | 1.71   | 수크레         |
| 에콰도르           | 타티아나 로메로       | 24   | 1.74   | 키토           |
| 온두라스           | 레이예 넬리           | 24   | 1.69   | 테구시갈파     |
| 중화인민공화국     | 장 렌 웨              | 21   | 1.75   | 상하이         |
| 말레이시아         | 키렌 라우렌 시몬      | 21   | 1.70   | 쿠알라룸푸르   |
| 스리랑카           | 스테파티 시리와하나   | 25   | 1.68   | 콜롬보         |
| 필리핀             | 크자리나 로잘레스     | 25   | 1.76   | 마닐라         |
| 뉴질랜드           | 코디 에르코비치       | 21   | 1.79.5 | 카이타이아     |
| 몽골               | 바툴가 빌구차야       | 19   | 1.76   | 울란바토르     |
| 파나마             | 제니퍼 브라운         | 25   | 1.76   | 파나마시티     |
| 칠레               | 리세 로페즈           | 24   | 1.74   | 산티아고       |
| 러시아             | 에카테리나 그루샤니아 | 26   | 1.77   | 첼랴빈스크     |
| 네팔               | 밀리나 조쉬           | 24   | 1.70   | 카트만두       |
| 베네수엘라         | 파비올라 베르가스     | 20   | 1.79   | 카라카스       |
| 베트남             | 디엠 투옌             | 24   | 1.71   | 호치민시       |
| 트리니다드 토바고  | 그리 이톤             | 25   | 1.75   | 포트오브스페인 |
| 카자흐스탄         | 예브게니아 클리시나   | 25   | 1.76   | 아스타나       |
| 중앙아프리카공화국 | 마누엘라 로시         | 24   | 1.72   | 방기           |
| 에티오피아         | 데스타 운데사         | 23   | 1.78   | 아디스 아바바  |
| 기니               | 수아도 드라메         | 20   | 1.76   | 코나크리       |
| 인도               | 스리쉬티 라나         | 20   | 170    | 뭄바이         |
| 라트비아           | 시모나 코바소바       | 21   | 174    | 리가           |
| 모잠비크           | 카르멘 밀톤           | 20   | 172    | 마푸투         |
| 중화민국           | 추 윤 창              | 22   | 1.70   | 타이베이       |
| 트리니다드 토바고  | 아만다 로안나 체두    | 25   | 1.70   | 포트오브스페인 |
| 우간다             | 스텔라 란카야         | 26   | 1.72   | 캄팔라         |

## 2013년 참가자들의 다른 대회 참가 경력
| 미스 유니버스 2005 - 이집트 - 미리암 조지 미스 유니버스 2011 - 스리랑카 - 스테파니 리리와하나 미스 월드 2010 - 뉴질랜드 - 코디 칼레스 예르코비치 미스 월드 2011 - 네팔 - 말리나 조쉬 미스 월드 2012 - 카자흐스탄 - 에브제니아 클리쉬나 미스 투어리즘 퀸 인터내셔널 2009 - 러시아 - 에카테리나 그루샤니나 (우승) |

## 같이 보기
- 미스 유니버스
- 미스 월드
- 미스 아시아 퍼시픽 월드
- 미스 어스
- 미스 인터내셔널
- 2011년 미스 아시아 퍼시픽 월드
- 2012년 미스 아시아 퍼시픽 월드
- 2014년 미스 아시아 퍼시픽 월드